# 群盗

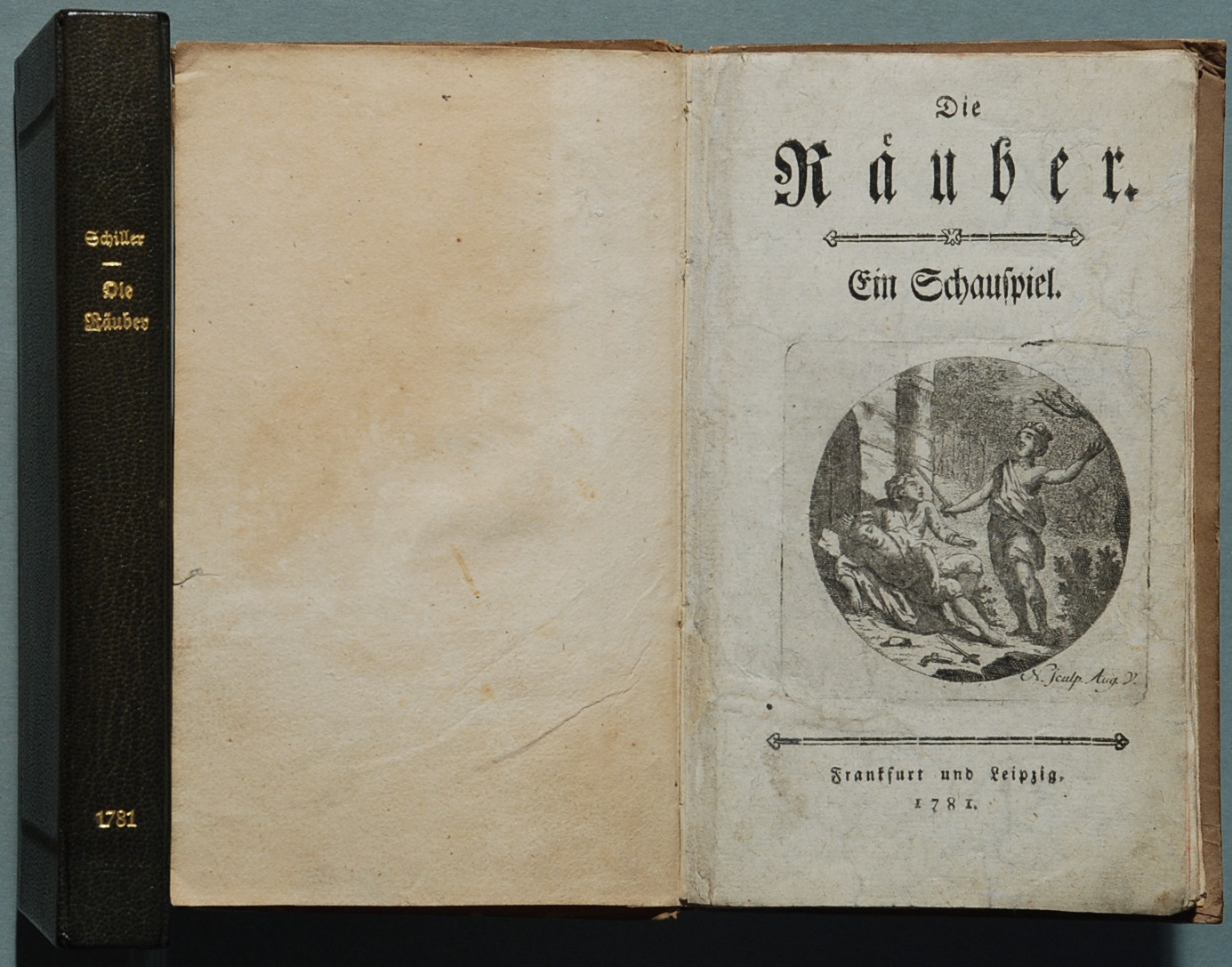
『群盗』初版

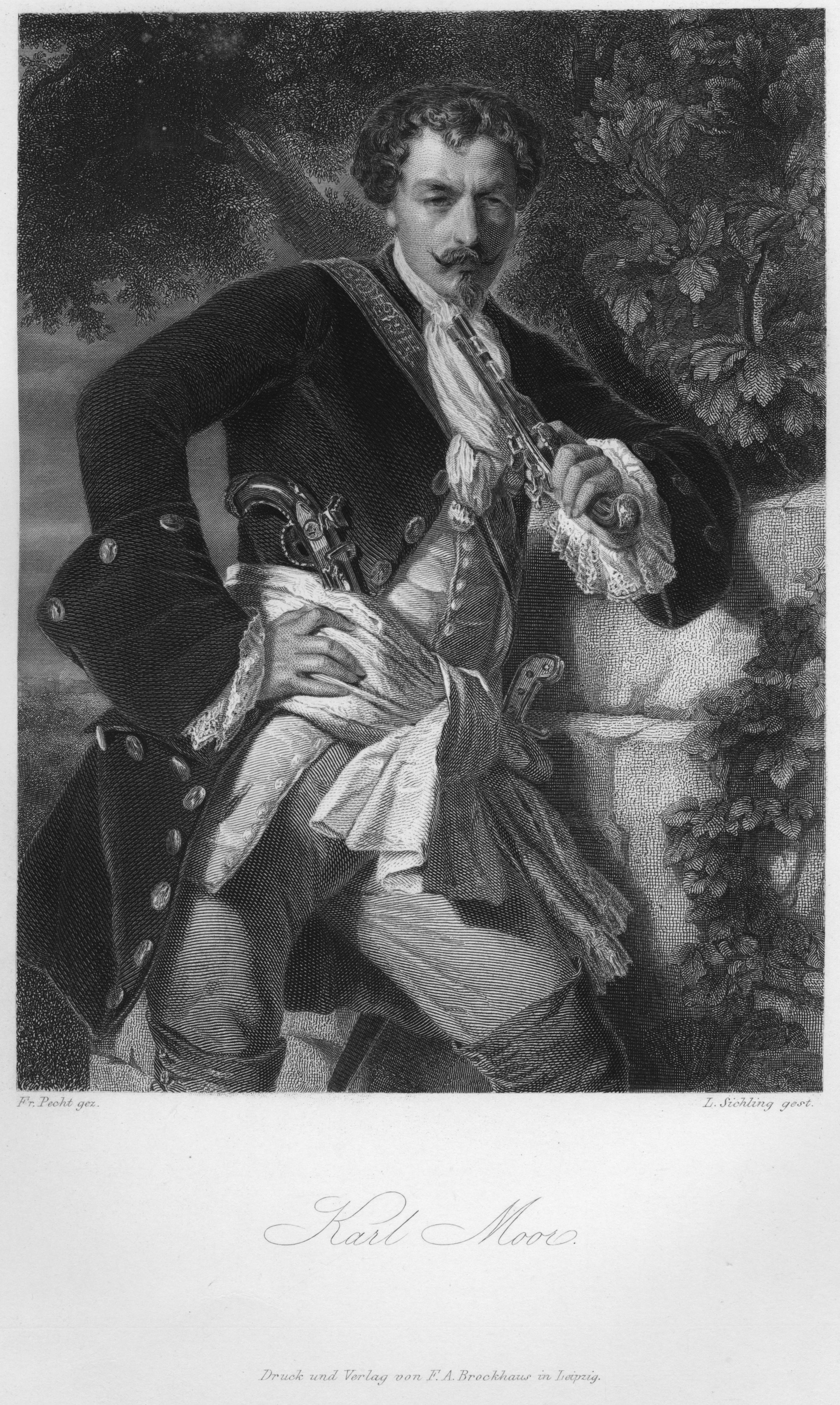
主人公カールのイメージ画。1859年、Lazarus Gottlieb Sichlingによる。

『群盗』（ぐんとう、独: Die Räuber）は、フリードリヒ・フォン・シラーの戯曲。シラーの戯曲第1作となる。全5幕。
ゲーテの史劇『ゲッツ・フォン・ベルリヒンゲン』（1773年）や小説『若きウェルテルの悩み』（1774年）と共に、シュトゥルム・ウント・ドラング運動の代表作に数えられている。

## 概要
1776年に処女詩集『夜（Der Abend）』を出版していたシラーは、ゲーテの『若きウェルテルの悩み』に刺激を受け、戯曲を書き始めた。戯曲は1781年に完成し、匿名で自費出版された。翌1782年1月17日にマンハイム国民劇場にて初演されたものは、観客に熱烈な支持で迎えられ、失神者も出た。
本作によってシラーは名を知られることになるが、シラーはこの後に祖国を出奔し、亡命生活を送ることになる。
シラーの初期作品は宗教的性格が強いが、本作は特に宗教的性格が強いと一般には認められている。本作の成立史としては、始めは「放蕩息子」という宗教的なテーマが構想されており、これに「群盗」のテーマが加わって、やがて「群盗」のテーマのほうが支配的になったと一般的には見られている。しかしながら、神学的解釈者ですら「群盗」テーマを社会的なものと考えることが多く、ベノ・フォン・ヴィーゼも主人公・カールの行動を「社会革命的行動」と称している。ただし、ヴィーゼは本作を革命劇とは考えておらず、結末に「神的秩序の再発見」と「神の正義の証明」があるものと指摘している。ここで述べられている「放蕩息子」テーマとは『ルカによる福音書』に見られる「愛と許しの神の教え」であり、「群盗」テーマとは「裁きと報復の神の宗教」である。
裁きの神を根本原理となす集団の正体について、シラーはカールとシュピーゲルベルクの対話から始まる第一幕第二場に潜めているが、シラーは印刷途中でこの部分を差し止め、初版では異なる内容になっている。この差し止め部分は初版の出版からおよそ100年後に明らかになり、1970年代になって当時のユダヤ教メシアニズムと関連性を指摘するような研究が行われている。

## あらすじ
舞台は18世紀中葉のドイツ。モール伯爵の息子で熱血漢のカールは、それまでの放蕩生活を悔い父に謝罪の手紙を送るが、家督の相続を狙う冷血な弟フランツはこれを握りつぶし、代わりに父からの勘当を報せる偽の手紙を兄に送る。カールは絶望し、仲間のシュピーゲルベルクにかどわかされて盗賊団の結成に加わり、その頭首に選ばれる。カールたちは悪事を犯しつつ義賊的な活動も行う。一方フランツは、カールの恋敵であったヘルマンと共謀して、父に兄が死んだという偽の報告をする。父はフランツの策略に気づくがなすすべなく、塔の中に幽閉される。
その後カールは恋人アマーリエに再会するために帰郷し、変装して父の屋敷を訪れ、アマーリエがまだ自分を愛していると確信する。カールは召使からフランツの悪行を知り、フランツと対面しようとするが、盗賊団に屋敷を囲まれたことを知ったフランツは自死する。しかし助けだされた父も、カールが盗賊に身を落としていたことを知るとショック死してしまう。そして盗賊団との約束からカールが自分といっしょになれないと知ったアマーリエは、カールに自分を刺させる。アマーリエを殺した後、カールは盗賊団を抜けて自首すると宣言する。

## 日本での公演
日本での初演は1936年、久保栄の訳・演出により新協劇団で行われた。久保はそれに先だつ1933年に、本作を歌舞伎として翻案した『吉野の盗賊』を書いており、この歌舞伎は1955年に同じタイトルで映画化されている。そのほか本作を下敷きにした作品に三好十郎の戯曲『戦国群盗伝』があり、これも1959年に杉江敏男監督で映画化されている。
2018年には大川珠季翻訳・松森望宏演出、カール役：尾尻征大、フランツ役：桧山征翔、アマーリエ（アマーリア）役：岩田華怜で再び舞台化されている。
2019年には宝塚歌劇団の宙組が『群盗-Die Räuber-』（小柳奈穂子脚本・演出、カール役：芹香斗亜）として公演している。